# Pirenaica (raza bovina)
Pirenaica es una raza vacuna cuyo origen se encuentra en los Pirineos. Fundamentalmente es utilizada para la producción de carne y en estos momentos se encuentra en expansión. Sin embargo en los últimos 150 años llegó a estar en riesgo de desaparición. La distribución se encuentra en España, en las comunidades autónomas del País Vasco, Comunidad Foral de Navarra, Cantabria, Aragón, Cataluña y también en algunos núcleos en las provincias de Burgos, Soria y comunidades de La Rioja y Extremadura; en Francia, en el sur, y se ha extendido a otros territorios como Piedras Blancas de Chile.
Su capa es rubia con degradaciones de color en bragadas, periné, vientre, etc. Tiene las mucosas sin pigmentar, y un frecuente nacimiento de cola alto. Tiene un tamaño medio con un peso de entre 550 y 600 kilos. Son característicos sus cuernos de color blanco nacarado con las puntas de color amarillento, la encornadura es en media luna en machos y más desarrolladas en hembras, donde pueden ser también en lira. Tiene como predecesora a la raza semisalvaje Betizu.
A finales del año 1995 se estimó la existencia de un censo de 26.511 cabezas. En 1905 se inició en San Sebastián el primer Libro Genealógico de esta raza. Estuvo al borde de su extinción por la introducción masiva de la raza Parda Alpina, realizándo la Diputación Foral de Navarra en los años 60 un estudio de esta raza comprobando que en aquel momento únicamente quedaban 40 vacas en Guipúzcoa inscritas en el Libro Genealógico y unas 1.500 en Navarra. A partir de entonces, y unido a la creación en 1974 por parte del Ministerio de Agricultura del Centro Nacional de Selección y Reproducción Animal de Movera (Zaragoza) donde se realizó una valoración genética-funcional, el número de reses se fue incrementando.
En la actualidad su carne es muy apreciada y proporciona las denominaciones protegidas de Ternera de Navarra y Euskal Okela, Label Vasco de calidad.